# انيد ماركي
انيد ماركي (بالإنجليزية: Enid Markey)‏ (و. 1894 – 1981 م) هي ممثلة مسرحية، وممثلة تلفزيونية، وممثلة أفلام أمريكية، ولدت في ديلون، توفيت في باي شور، عن عمر يناهز 87 عاماً، بسبب مرض.

## وصلات خارجية
- انيد ماركي على موقع IMDb (الإنجليزية)
- انيد ماركي على موقع ألو سيني (الفرنسية)
- انيد ماركي على موقع أول موفي (الإنجليزية)
- انيد ماركي على موقع قاعدة بيانات برودواي على الإنترنت (الإنجليزية)
- انيد ماركي على موقع قاعدة بيانات الأفلام السويدية (السويدية)
- انيد ماركي على موقع قاعدة بيانات الفيلم (الإنجليزية)
- انيد ماركي على موقع كينوبويسك (الروسية)